# Heteropogon nitidus
Heteropogon nitidus là một loài ruồi trong họ Asilidae. Heteropogon nitidus được Oldroyd miêu tả năm 1964. Loài này phân bố ở miền Ấn Độ - Mã Lai và Cổ Bắc giớil.